# Givry-lès-Loisy
Pour les articles homonymes, voir Givry.
Givry-lès-Loisy est une commune française, située dans le département de la Marne en région Grand Est.

## Géographie

### Localisation
Situé en limite de la Brie Champenoise et à proximité d’un grand massif forestier, Givry les Loisy possède un grand massif forestier avec deux étangs, lieu propice aux randonnées pédestres.
Cette commune possède trois lavoirs rénovés et alimentés par des sources naturelles. Son église, dédiée à St Pierre, est, quant à elle, illuminée la nuit.
Le territoire des Givryats s’étend sur 505 hectares dont 257 hectares de terres agricoles, 26 hectares de vignes et 162 hectares de bois.
Givry-lès-Loisy fait partie de la route touristique du Champagne. La commune possède un grand massif forestier avec deux étangs.

### Communes limitrophes
|               | Vertus          | Soulières |
| Loisy-en-Brie | Givry-lès-Loisy | Étréchy   |
|               | Vert-Toulon     |           |

### Hydrographie
La commune est dans la région hydrographique « la Seine de sa source au confluent de l'Oise (exclu) » au sein du bassin Seine-Normandie. Elle n'est drainée par aucun cours d'eau,.

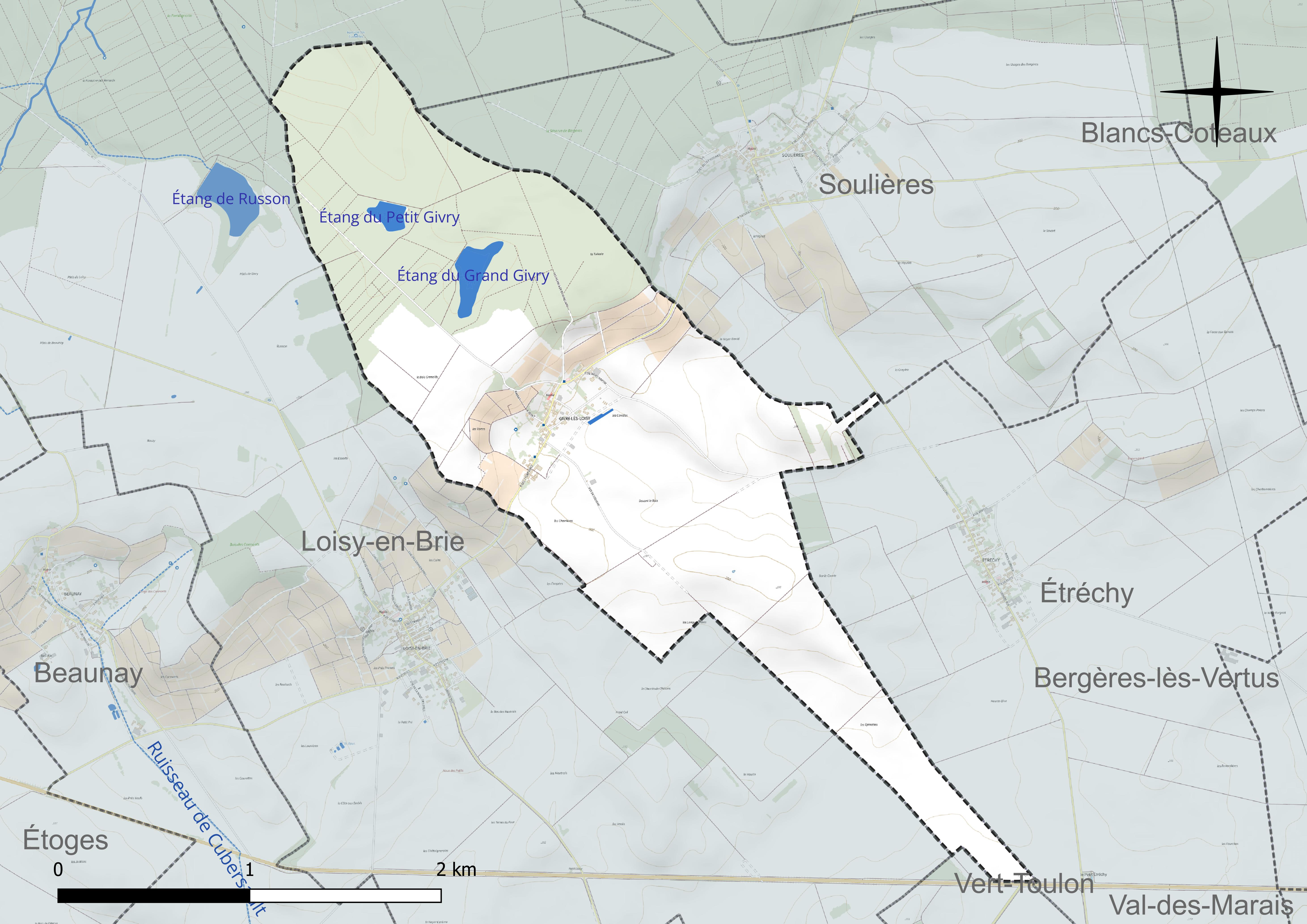
Réseau hydrographique de Givry-lès-Loisy.

Deux plans d'eau complètent le réseau hydrographique : l'étang du Grand Givry (4,6 ha) et l'étang du le Petit Givry (2 ha),.

### Climat
Pour des articles plus généraux, voir Climat du Grand Est et Climat de la Marne.
En 2010, le climat de la commune est de type climat océanique dégradé des plaines du Centre et du Nord, selon une étude du Centre national de la recherche scientifique s'appuyant sur une série de données couvrant la période 1971-2000. En 2020, Météo-France publie une typologie des climats de la France métropolitaine dans laquelle la commune est exposée à un climat océanique altéré et est dans la région climatique  Nord-est du bassin Parisien, caractérisée par un ensoleillement médiocre, une pluviométrie moyenne régulièrement répartie au cours de l’année et un hiver froid (3 °C). 
Pour la période 1971-2000, la température annuelle moyenne est de 10,3 °C, avec une amplitude thermique annuelle de 15,8 °C. Le cumul annuel moyen de précipitations est de 787 mm, avec 12,1 jours de précipitations en janvier et 8,3 jours en juillet. Pour la période 1991-2020, la température moyenne annuelle observée sur la station météorologique de Météo-France la plus proche, « Chouilly », sur la commune de Chouilly à 17 km à vol d'oiseau, est de 11,4 °C et le cumul annuel moyen de précipitations est de 668,9 mm. 
La température maximale relevée sur cette station est de 40,3 °C, atteinte le 25 juillet 2019 ; la température minimale est de −12,3 °C, atteinte le 5 février 2012,,. 
Les paramètres climatiques de la commune ont été estimés pour le milieu du siècle (2041-2070) selon différents scénarios d'émission de gaz à effet de serre à partir des nouvelles projections climatiques de référence DRIAS-2020. Ils sont consultables sur un site dédié publié par Météo-France en novembre 2022.

## Urbanisme

### Typologie
Au 1er janvier 2024, Givry-lès-Loisy est catégorisée commune rurale à habitat très dispersé, selon la nouvelle grille communale de densité à sept niveaux définie par l'Insee en 2022.
Elle est située hors unité urbaine et hors attraction des villes,.

### Occupation des sols
L'occupation des sols de la commune, telle qu'elle ressort de la base de données européenne d’occupation biophysique des sols Corine Land Cover (CLC), est marquée par l'importance des territoires agricoles (66,3 % en 2018), une proportion identique à celle de 1990 (66,3 %). La répartition détaillée en 2018 est la suivante : terres arables (55,3 %), forêts (33,7 %), cultures permanentes (11 %).
L'évolution de l’occupation des sols de la commune et de ses infrastructures peut être observée sur les différentes représentations cartographiques du territoire : la carte de Cassini (XVIIIe siècle), la carte d'état-major (1820-1866) et les cartes ou photos aériennes de l'IGN pour la période actuelle (1950 à aujourd'hui).

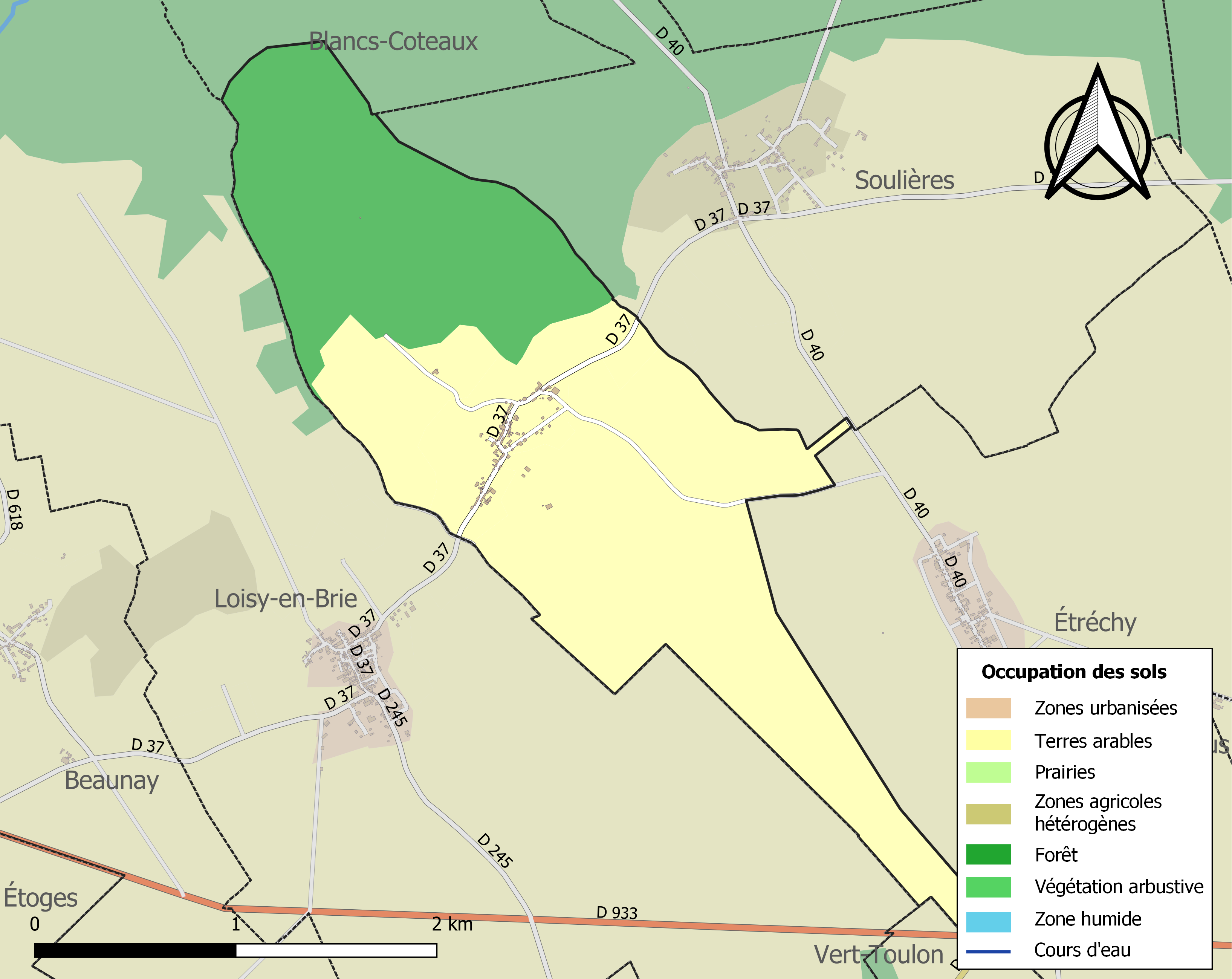
Carte des infrastructures et de l'occupation des sols de la commune en 2018 (CLC).

### Voies de communication et transports
Membre de la communauté d'agglomération Épernay, Coteaux et Plaine de Champagne, Givry-lès-Loisy bénéficie du service de transport à la demande (TAD) du réseau Mouvéo. Elle dispose d'un arrêt sur la ligne Z à destination d'Épernay et de Vertus, qui propose en 2025 deux allers et deux retours par jour (du lundi au samedi hors jours fériés).

## Toponymie
Le nom de la localité est attesté sous les formes Givri (vers 1222) ; Gyvri, Gyvrei (vers 1252) ; Givery-lez-Vertus (1367) ; Givry (1542).

La commune, instituée par la Révolution française en 1793 sous le nom de Givry les Loisy, puis en 1801 sous celui de Givry, prend ultérieurement sa dénomination actuelle de Givry-lès-Loisy.

Le nom de Givry vient du toponyme de langue gauloise Gabriacum qui désigne un bois peuplé de chevreuils.
La préposition « lès » permet de signifier la proximité d'un lieu géographique par rapport à un autre lieu. En règle générale, il s'agit d'une localité qui tient à se situer par rapport à une ville voisine plus grande. La commune française de Givry indique qu'elle se situe près de Loisy-en-Brie.

## Histoire
Un château, aujourd'hui disparu, dominait le village et dépendait des seigneuries d'Etoges et d'Anglure. Les seigneurs ont partagé leurs propriétés entre les communes de Givry-les-Loisy, Loisy-en-Brie et Chaltrait. Après la Révolution, la commune de Givry-les-Loisy a reçu une centaine d'hectares de forêt. Le dernier Comte anobli sous Louis XIV était médecin à la Cour du Roi Soleil.

## Politique et administration

### Rattachements administratifs et électoraux
La commune se trouvait depuis 1824 dans l'arrondissement de Châlons-en-Champagne du département de la Marne, mais en a été détachée pour intégrer l'arrondissement d'Épernay le 31 mars 2017.
Pour l'élection des députés, elle fait partie depuis 1988 de la cinquième circonscription de la Marne.
Elle faisait partie depuis 1793 du canton de Vertus. Dans le cadre du redécoupage cantonal de 2014 en France, la commune est rattachée au canton de Vertus-Plaine Champenoise, qui n'est plus qu'une circonscription électorale.

### Intercommunalité
Givry-lès-Loisy était membre de la communauté de communes de la Région de Vertus, un établissement public de coopération intercommunale (EPCI) à fiscalité propre créé en 1994 et auquel la commune avait transféré un certain nombre de ses compétences, dans les conditions déterminées par le Code général des collectivités territoriales.
Dans le cadre des dispositions de la loi portant nouvelle organisation territoriale de la République du 7 août 2015, qui prévoit que les établissements publics de coopération intercommunale (EPCI) à fiscalité propre doivent avoir un minimum de 15 000 habitants, cette intercommunalité a fusionné avec la communauté de communes Épernay Pays de Champagne pour former, le 1er janvier 2017, la communauté d'agglomération Épernay, Coteaux et Plaine de Champagne, dont est désormais membre la commune.
Givry-lès-Loisy n'est membre d'aucune autre intercommunalité.

### Liste des maires
| Période                                  | Période | Identité       | Étiquette | Qualité                        |
| ---------------------------------------- | ------- | -------------- | --------- | ------------------------------ |
| Les données manquantes sont à compléter. |         |                |           |                                |
|                                          |         | ? DESMAREST    |           |                                |
|                                          | ?       | Bernard ASSIER | DVD       |                                |
|                                          | ?       | Michel POLY    | Aucun     |                                |
| 2020                                     | ?       | Caroline FREMY | Aucun     | Elue pour le mandat 2020-2026, |

### Jumelages
Au 1er janvier 2023, Givry-lès-Loisy n'est jumelée avec aucune ville.

## Équipements et services publics

### Eau et déchets
L'approvisionnement en eau potable et l'assainissement des eaux usées sont des compétences de la communauté d'agglomération Épernay Agglo Champagne, gérées par le biais de son service « Régie Eau et Assainissement » depuis le 1er janvier 2022. La commune de Givry-lès-Loisy est alimentée en eau potable par les captages de Vert-Toulon.
La communauté d'agglomération est également compétente en matière de déchets. La collecte des ordures ménagères résiduelles, des déchets recyclables et des biodéchets est réalisée en porte à porte, par mise à disposition de trois bacs distincts. La communauté d'agglomération adhèrant au syndicat de valorisation des ordures ménagères de la Marne (SYVALOM), ces déchets sont amenés au centre de transfert départemental de Pierry puis valorisés sur le site de La Veuve. La collecte du verre et des textiles se fait en apport volontaire. La communauté d'agglomération met par ailleurs trois déchèteries à disposition de ses habitants : à Magenta, Pierry et Voipreux.

### Enseignement
Givry-lès-Loisy fait partie de l'académie de Reims.
La commune est rattachée au regroupement pédagogique de Val-des-Marais, dont l'école primaire, installée chemin des Hauts, compte 85 élèves (chiffres 2024-2025).
Les enfants de Givry-lès-Loisy sont ensuite rattachés au collège Eustache Deschamps de Blancs-Coteaux et au lycée Stéphane-Hessel d'Épernay.

### Postes et télécommunications
Une boîte aux lettres de La Poste se trouve sur le territoire de la commune, rue des Trois Fontaines. Les bureaux de poste les plus proches sont situés à Étoges, Val-des-Marais et Vertus.

### Justice, sécurité et secours
Du point de vue judiciaire, Givry-lès-Loisy relève du conseil de prud'hommes, du tribunal de commerce, du tribunal de proximité, du tribunal judiciaire, du tribunal paritaire des baux ruraux et du tribunal pour enfants de Châlons-en-Champagne, dans le ressort de la cour d'appel de Reims. Pour le contentieux administratif, la commune dépend du tribunal administratif de Châlons-en-Champagne et de la cour administrative d'appel de Nancy.
Givry-lès-Loisy est située en secteur Gendarmerie nationale et dépend de la brigade de Blancs-Coteaux.
En matière d'incendie et de secours, la caserne la plus proche est celle de Vertus, rattachée au Service départemental d'incendie et de secours (SDIS) de la Marne.

## Démographie
L'évolution du nombre d'habitants est connue à travers les recensements de la population effectués dans la commune depuis 1793. Pour les communes de moins de 10 000 habitants, une enquête de recensement portant sur toute la population est réalisée tous les cinq ans, les populations de référence des années intermédiaires étant quant à elles estimées par interpolation ou extrapolation. Pour la commune, le premier recensement exhaustif entrant dans le cadre du nouveau dispositif a été réalisé en 2006.

En 2022, la commune comptait 73 habitants, en stagnation par rapport à 2016 (Marne : −1,19 %, France hors Mayotte : +2,11 %).
| 1793 | 1800 | 1806 | 1821 | 1831 | 1836 | 1841 | 1846 | 1851 |
| ---- | ---- | ---- | ---- | ---- | ---- | ---- | ---- | ---- |
| 135  | 134  | 119  | 145  | 173  | 179  | 169  | 167  | 174  |

| 1856 | 1861 | 1866 | 1872 | 1876 | 1881 | 1886 | 1891 | 1896 |
| ---- | ---- | ---- | ---- | ---- | ---- | ---- | ---- | ---- |
| 171  | 170  | 160  | 156  | 150  | 141  | 132  | 130  | 128  |

| 1901 | 1906 | 1911 | 1921 | 1926 | 1931 | 1936 | 1946 | 1954 |
| ---- | ---- | ---- | ---- | ---- | ---- | ---- | ---- | ---- |
| 117  | 103  | 123  | 96   | 102  | 95   | 90   | 97   | 82   |

| 1962 | 1968 | 1975 | 1982 | 1990 | 1999 | 2006 | 2011 | 2016 |
| ---- | ---- | ---- | ---- | ---- | ---- | ---- | ---- | ---- |
| 81   | 87   | 101  | 76   | 78   | 84   | 78   | 86   | 73   |

| 2021 | 2022 | - | - | - | - | - | - | - |
| ---- | ---- | - | - | - | - | - | - | - |
| 72   | 73   | - | - | - | - | - | - | - |

## Économie
- Producteurs de Champagne.

## Culture locale et patrimoine

### Lieux et monuments
- Église Saint-Pierre du XIIIe siècle ;
- Trois lavoirs rénovés et alimentés par des sources naturelles.

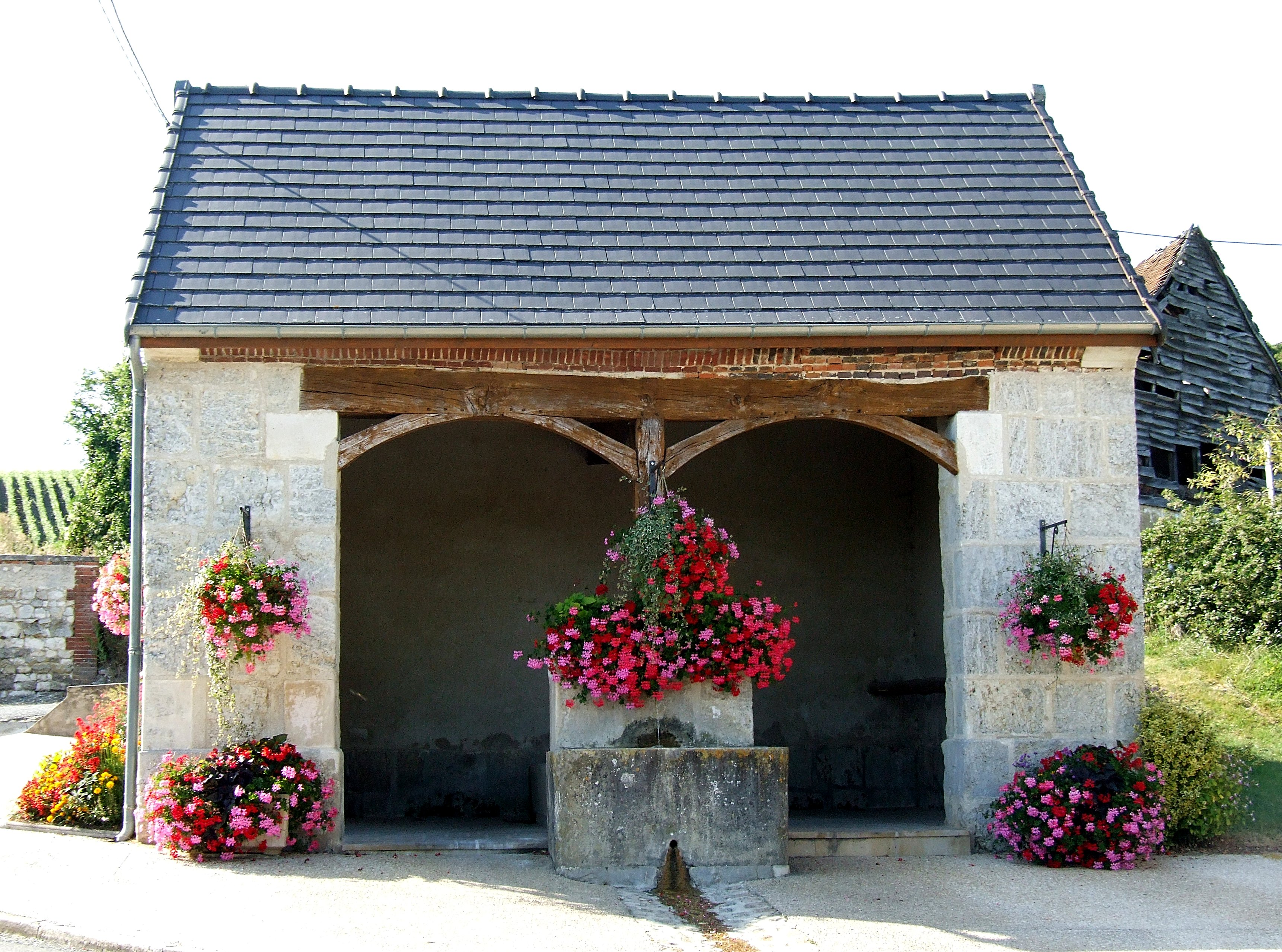
Un lavoir fleuri.
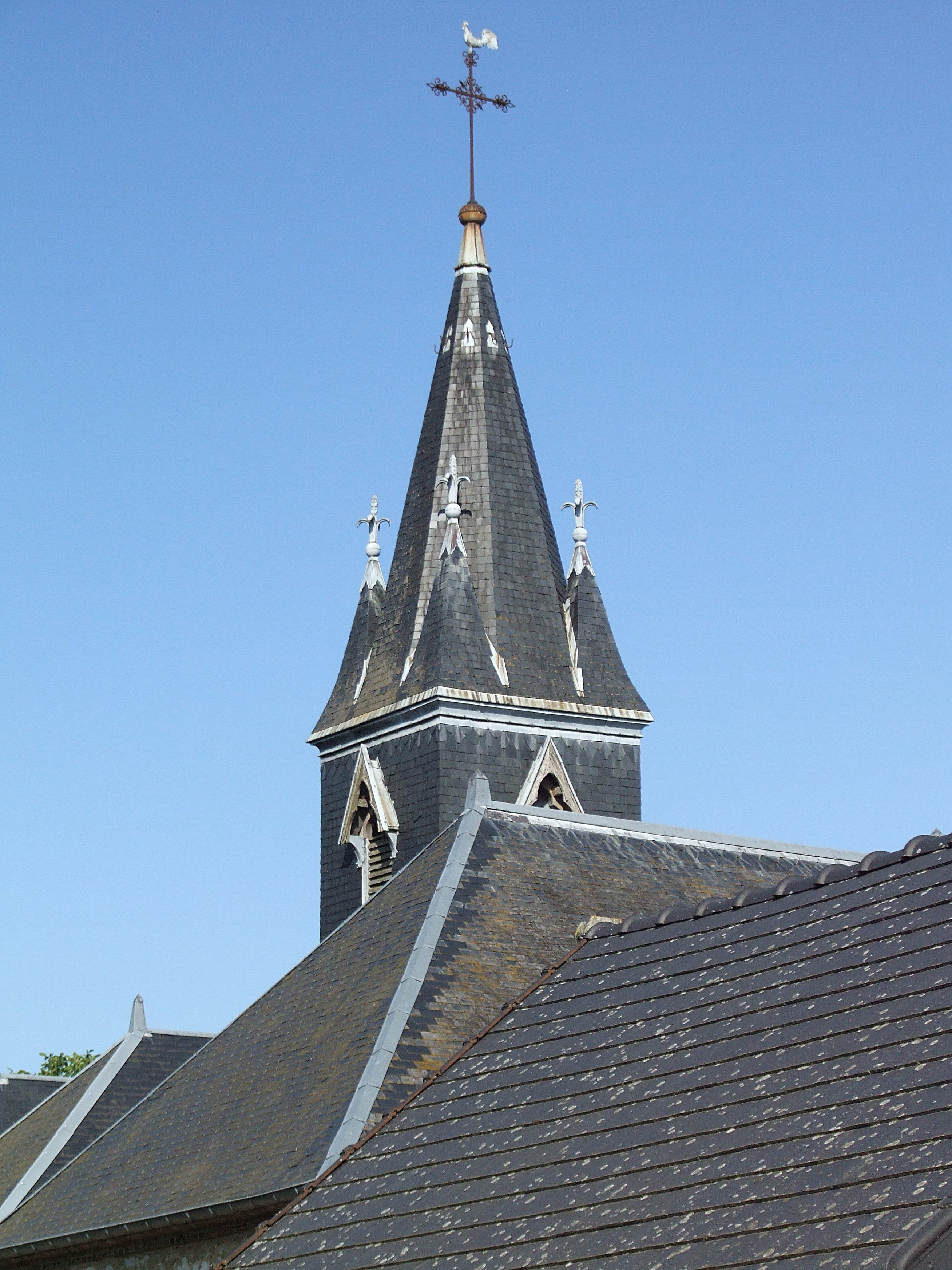
Le clocher et les toits de l'église.

### Personnalités liées à la commune
Julien Clément, anobli en 1711 sous Louis XIV, était un célèbre médecin accoucheur à la cour du Roi Soleil, et son petit-fils Ambroise Julien Clément de Feillet devient comte d'Etoges, de Verneuil et de Givry. Sa descendance est encore vivante sous le nom de famille Clément de Givry[réf. nécessaire]